# 発掘!鉄道記録映像
発掘!鉄道記録映像（はっくつ てつどうきろくえいぞう）は、2009年4月から9月までMONDO21（現・MONDO TV）で放送された鉄道を題材としたテレビ番組である。

## 概要
主に1960年代から1970年代にかけて、旧国鉄などが企画し製作された鉄道に関わる記録映画を解説を交えながら紹介していくことで、当時の鉄道事情に理解を深めることができる内容となっている。
なお、収録はホビーセンターカトー東京（第1回）、地下鉄博物館（第4回）、鉄道博物館（第10～12回など）などで行われた。

## 出演
- 司会 : ダーリンハニー（長嶋智彦、吉川正洋）
- 解説 : 佐藤信之（亜細亜大学講師、交通政策論）

## 放送リスト
基本的に2週毎に作品が追加されている。番組は30分。放送日の詳細は#外部リンクの公式サイト参照のこと。
| 回数 | 初回放送日    | サブタイトル | 内容                                   | 企画／制作                       | 制作年 |
| ---- | ------------- | --- | -------------------------------------- | -------------------------------- | ------ |
| 1    | 2009年4月8日  | 「ひかりは西へ」 | 山陽新幹線岡山開業                     | 日本国有鉄道／日本シネセル       | 1973年 |
| 2    | 2009年4月22日 | 「生活の中の鉄道-ローカル線-」 | ローカル線の存廃                       | 日本国有鉄道／日本シネセル       | 1969年 |
| 3    | 2009年5月6日  | 「明日をひらく貨物鉄道」 | 貨物列車の改善                         | 日本国有鉄道／日本シネセル       | 1973年 |
| 4    | 2009年5月20日 | 「明日をひらく東西線-東陽町〜西船橋 建設記録-」                                                                                           | 東西線西船橋延伸                       | 帝都高速度交通営団／日本シネセル | 1970年 |
| 5    | 2009年6月3日  | 「列車防護」 | 列車防護                               | 日本国有鉄道／理研科学映画       | 1968年 |
| 6    | 2009年6月17日 | 「水道橋架道橋の拡巾」 | 水道橋駅架道橋改築                     | 日本国有鉄道／理研科学映画       | 1971年 |
| 7    | 2009年7月1日  | 「変貌する東京駅～巨大な駅ができるまで」                                                                                                  | 東京駅の歴史                           | 日本国有鉄道／理研科学映画       | 1983年 |
| 8    | 2009年7月15日 | 「南海電鉄90年史 ～たくましく明日を創造する～」                                                                                           | 南海電鉄90年の歴史                     | 南海電気鉄道／電通映画社         | 1977年 |
| 9    | 2009年7月29日 | 「都市鉄道の誕生 -中央線工事記録-」 | 中央線中野-三鷹間複々線化              | 日本国有鉄道／理研科学映画       | 1970年 |
| 10   | 2009年8月12日 | 「日本最大 最新の操車場誕生 ～武蔵野操車場～」                                                                                            | 武蔵野操車場の貨物操車場自動化システム | 日本国有鉄道／理研科学映画       | 1975年 |
| 11   | 2009年8月26日 | 「初の豪華夜行列車 特急・あさかぜ」 | 特急あさかぜ 国鉄20系客車              | 日立製作所／日映科学映画製作所   | 1958年 |
| 12   | 2009年9月9日  | 「過酷な地形に挑む!湘南モノレール」 （前半）「湘南モノレール 江の島線建設の記録」 （後半）「第三の鉄道 三菱サフェージュ懸垂型モノレール」 | （前半）湘南モノレールの建設記録       | 鹿島建設／鹿島映画               | 1971年 |
| 12   | 2009年9月9日  | 「過酷な地形に挑む!湘南モノレール」 （前半）「湘南モノレール 江の島線建設の記録」 （後半）「第三の鉄道 三菱サフェージュ懸垂型モノレール」 | （後半）懸垂型モノレールの利点         | 日本モノレール協会／イブカ       | 1975年 |
| 13   | 2009年9月23日 | 「黎明のとき 未来の鉄道・リニアモーターカー開発史」                                                                                       | リニアモーターカーの開発               | 日本国有鉄道／理研科学映画       | 1980年 |

## 他局での放送
2010年1月31日～2010年4月4日まで、群馬テレビにて毎週日曜22:30～23:00に放送されていた（第1回～第8回まで、CM枠の関係上一部編集したものを放送）。
また、2010年12月25日の16:30～17:00でサンテレビにて第1回が放送された。以降月1-2回ぐらいのペースで不定期に放送されているが放送されない月も有る。時刻もまちまちである。2011年9月末時点で第11回まで放送されたが第4回のみ局の都合で２回放送されている。第11回は豪雨災害の為Ｌ字型テロップ入りで放送された。
2012年5月7日からTOKYO MX第2チャンネル(092ch)にて月～金曜の12:00～12:30にて放送されている。
2017年3月1日からBS12 トゥエルビにて水曜の20:00～20:30にて放送されている。

## DVD
- 発掘!鉄道記録映像 1 （2010年1月20日、コロムビアミュージックエンタテインメント）
- 発掘!鉄道記録映像 2 （2010年1月20日、コロムビアミュージックエンタテインメント）
- 発掘!鉄道記録映像 3 （2010年1月20日、コロムビアミュージックエンタテインメント）
- 発掘!鉄道記録映像 4 （2010年1月20日、コロムビアミュージックエンタテインメント）
- 発掘!鉄道記録映像 DVD-BOX （2010年1月20日、コロムビアミュージックエンタテインメント）

第8回「たくましく明日を創造する〜南海電鉄90年の歴史〜」は未収録。